# 루이스 로페스 페르난데스
루이스 아우렐리오 로페스 페르난데스(스페인어: Luis Aurelio López Fernández, 1993년 9월 13일 ~ )는 레알 에스파냐에서 골키퍼로 뛰는 온두라스의 축구 선수이다. 그는 브라질에서 열리는 2014년 FIFA 월드컵에 참가하는 온두라스 축구 국가대표팀의 선수단에 포함되었다.